# Coloni
Coloni (pełna nazwa: Scuderia Coloni, wcześniej Enzo Coloni Racing Car Systems) – włoski zespół wyścigowy, były konstruktor Formuły 1. Poza Formułą 1 zespół brał także udział w wyścigach Formuły 3000, serii GP2, azjatyckiej serii GP2, Euroseries 3000, Superleague Formula, Formuły BMW i włoskiej Formuły 3.

## Początki
Zespół został założony w 1983 roku przez Enzo Coloniego, kierowcę wyścigowego z Perugii. Coloni ścigał się w latach 70. i na początku 80. W 1982 roku w wieku 36 lat zdobył mistrzostwo kierowców Włoskiej Formuły 3. Wziął także udział w dwóch wyścigach Formuły 2. Pod koniec 1982 roku zakończył karierę zawodnika i założył własny zespół, który początkowo ścigał się we Włoskiej Formule 3.

## Formuła 3, Formuła 3000 (1983–1986)
Sukces przyszedł prawie natychmiastowo, kiedy to w 1984 roku zespół zdobył mistrzostwo włoskiej Formuły 3 z Ivanem Capellim. W 1986 roku zespół Coloni pojawił się w Formule 3000, korzystając z przestarzałych nadwozi March 85B. Jego kierowcami byli Nicola Larini i Gabriele Tarquini, ale występy były nieudane. Mimo to zespół zadebiutował w Formule 1 w następnym roku.

## Formuła 1 (1987–1991)

### Coloni-Ford (1987–1989)
Ogłoszenie FIA, że od 1989 roku zakazuje się używania turbo w celu uczynienia sportu bardziej przystępnym, było bodźcem dla Coloniego, by wejść do Formuły 1. Pierwszy występ tego zespołu miał miejsce w Grand Prix Włoch 1987. Pomalowany na żółto model FC187, napędzany przygotowanymi przez Novamotor silnikami Cosworth DFZ, był prostą maszyną zaprojektowaną przez byłego pracownika Dallary, Roberto Oriego. Enzo Coloni sam wykonał pierwszą jazdę, ale kierowcą był Nicola Larini. Samochód nie był dostatecznie przygotowany, więc Larini nie zakwalifikował się do wyścigu. Po ominięciu Grand Prix Portugalii kolejnym wyścigiem dla zespołu Coloni było Grand Prix Hiszpanii, do którego Larini się zakwalifikował, ale odpadł z wyścigu na ósmym okrążeniu z powodu awarii zawieszenia. W kończących sezon zamorskich Grand Prix (Meksyk, Japonia, Australia) Coloni nie wziął udziału. Jako zespół został sklasyfikowany na koniec sezonu na ostatniej, 16 pozycji.
Sezon 1988 był dla Coloni pierwszym pełnym sezonem w Formule 1 i rozpoczął się dobrze, mimo że „nowy” FC188 był prawie identyczny, jak poprzednik. Nowy kierowca, Gabriele Tarquini, kwalifikował się regularnie i zajął ósme miejsce w wyścigu o Grand Prix Kanady, najlepsze w historii startów Coloni w Formule 1. Ze względu na brak pieniędzy w trakcie sezonu prowadzono bardzo mało prac rozwojowych, co spowodowało, że zespół nie mógł być pewien osiągania dobrych wyników podczas nie tylko wyścigów czy kwalifikacji, ale nawet prekwalifikacji. Zespół nie zdobył w tamtym sezonie punktów, kończąc sezon na 15 pozycji, przed Osellą, EuroBrunem i Zakspeedem.

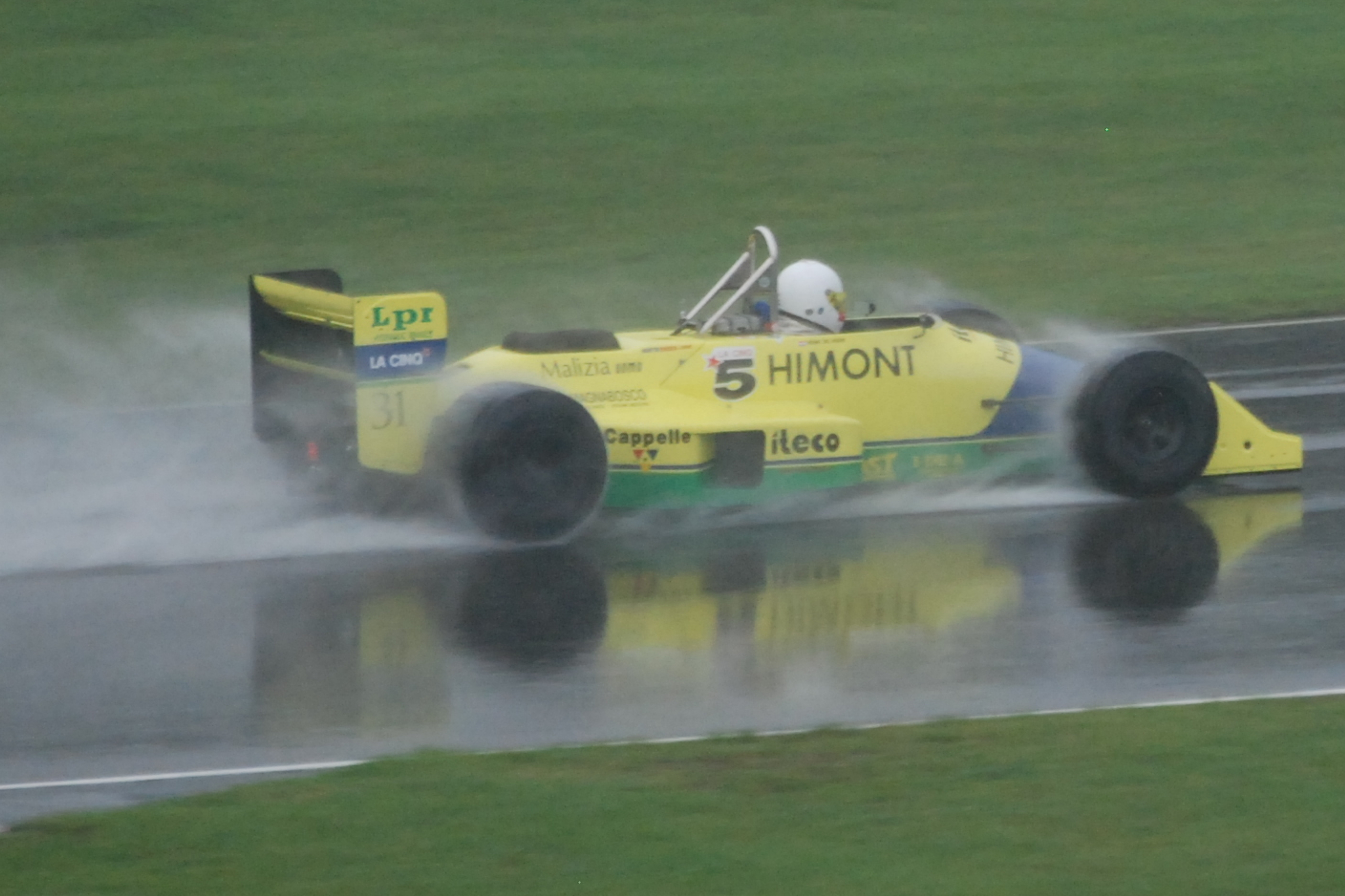
Coloni FC188B

Mimo ciągłego braku funduszy, na sezon 1989 Coloni wystawił dwa samochody: jeden dla Roberto Moreno, a drugi dla Pierre-Henri Raphanela. FC188B był kolejnym rozwinięciem modelu z 1987 roku. Był trudny w prowadzeniu i przeciętnie około 20 km/h wolniejszy od konkurencji. Niemniej jednak obaj kierowcy byli w stanie zakwalifikować się do Grand Prix Monako; był to jedyny wyścig Formuły 1, w którym wystartowały dwa samochody Coloni. W Kanadzie Coloni zaprezentował nowy samochód (Coloni C3), który został zaprojektowany przez byłego pracownika AGS, Christiana Vanderpleyna. C3 był w zasadzie dobrym projektem, ale zespół nie miał z tego powodu korzyści w związku z całkowitym brakiem testów, co oznaczało, że zespół często nie mógł znaleźć odpowiednich ustawień na Grand Prix. Przez resztę sezonu C3 kwalifikował się do wyścigu tylko trzykrotnie, a miało to miejsce w Grand Prix Kanady, Wielkiej Brytanii i Portugalii. Do wszystkich tych wyścigów kwalifikował się Moreno, przy czym do wyścigu o Grand Prix Portugalii startował z wysokiego, 15. miejsca, co miało związek z rozwojem przedniego spojlera. Jednakże podczas rozgrzewki Moreno zderzył się z Eddiem Cheeverem i musiał skorzystać z zapasowego samochodu, który w wyścigu zepsuł się. Z powodu niezadowalających wyników z zespołu został zwolniony Vanderpleyn, a Enzo Coloni sam objął stanowisko inżyniera w zespole. Nie dało to jednak poprawy, podobnie jak zastąpienie w charakterze kierowcy za Raphanela Enrico Bertaggią. Zespół, nie kończąc żadnego wyścigu w sezonie, zajął w klasyfikacji zespołów 18. miejsce, wraz z Zakspeedem. Co więcej, Grand Prix Portugalii okazało się ostatnim wyścigiem, do którego zakwalifikował się kierowca Coloni.

### Coloni-Subaru (1990)
Nieoczekiwanie przed sezonem 1990 Coloni podpisało umowę z Subaru, oddziałem Fuji Heavy Industries. Przyniosło to znaczne wsparcie pieniężne i silnik „na wyłączność” za darmo. Japoński koncern przejął 51% zespołu, spłacił długi i podpisał kontrakt na dostawę silników. Był to silnik bokser B12, którego projektantem był w rzeczywistości Carlo Chiti, właściciel firmy Motori Moderni (MM) z siedzibą w Novarze. MM dostarczało silniki V6 zespołowi Minardi w latach 1985–1987. W 1988 Chiti zaprojektował silnik wolnossący V12, który zainteresował Subaru. Pod koniec 1988 roku japońska firma zleciła Chitiemu zaprojektowanie nowego silnika Formuły 1, który miał być typu bokser – tak, jak silniki stosowane w samochodach drogowych Subaru. Silnik ten był gotowy latem 1989 roku, i pod szyldem Subaru, był testowany w samochodach Minardi M188, jednakże z uwagi na zauważalny brak mocy Minardi szybko wycofało się z tego przedsięwzięcia. Po kilku miesiącach poszukiwań, Subaru znalazło zespół Coloni, z którym podpisało umowę. Zmieniono oficjalną nazwę zespołu na Subaru Coloni Racing, a Enzo Coloni został człowiekiem odpowiedzialnym za działalność operacyjną.
Na początku 1990 roku silniki Subaru produkowały około 500 KM mocy, najmniej z całej stawki, tak więc samochody Coloni były jednymi z najwolniejszych w tamtym czasie (wolniejsze były jeszcze tylko samochody Life). Subaru i Chiti ustalili, że trzeba zbudować nowy silnik, a także nowe nadwozie, i powinny być one gotowe na lato, jednakże do tej pory Coloni nadal powinno brać udział w Grand Prix, w „przejściowym” silniku i nadwoziu. Na początku 1990 roku kilku mechaników zespołu próbowało umieścić w jednym z modeli C3 silnik Subaru. Zadanie to nie zostało wykonane aż do dnia, kiedy FIA rozpoczęła przewóz materiałów Formuły 1 do Phoenix. W garażach w Phoenix samochód został po raz pierwszy zmontowany, a na parkingu amerykańskiego supermarketu miały miejsce prywatne „testy”. W dniu prekwalifikacji do Grand Prix Stanów Zjednoczonych ujrzano „nowy” model Coloni, C3B, pomalowany w kolory biały, czerwony i zielony. Nie posiadający airboxa, a mający szerokie i długie boczne wloty powietrza, samochód wyglądał jak czołg, ważył prawie 150 kg więcej od rywali i był bardzo trudny do prowadzenia. Ani w Phoenix, ani w żadnym innym wyścigu, Bertrand Gachot, nowy kierowca Coloni, nie zdołał się prekwalifikować. W dalszej części sezonu dokonano niewielu ulepszeń, co nie wpłynęło pozytywnie na osiągi. Tymczasem w fabryce Coloni w Perugii nikt nie pracował nad nowym samochodem. Enzo Coloni został zwolniony przez Subaru, ale nie dało to poprawy. W czerwcu japońska firma wycofała się całkowicie z Formuły 1, sprzedała zespół z powrotem Enzo Coloniemu. Zespół nie był zadłużony, ale nie miał również sponsorów i silników. Przed Grand Prix Niemiec Coloni podpisało umowę z Cosworthem na dostarczanie silników. W Niemczech pojawił się również ulepszony samochód, oznaczony symbolem C3C. Był to de facto model C3 z 1989 roku, z niewielkimi zmianami w aerodynamice. Samochód był szybszy od C3B, ale niewystarczający do osiągnięcia jakichkolwiek poważnych wyników. Gachot zazwyczaj był w stanie się prekwalifikować, ale w „głównych” kwalifikacjach nie zdołał zająć miejsca premiowanego startem w wyścigu. W ciągu całego sezonu Coloni nie wystartowało w ani jednym wyścigu.

### Coloni-Ford (1991)
W sezonie 1991 zespół składał się z sześciu osób. Samochód był kolejną wersją modelu C3 i posiadał kilka detali zaprojektowanych przez studentów Uniwersytetu w Perugii. Model ten oznaczono symbolem C4. Enzo Coloni miał nadzieję, że zatrudni w charakterze kierowcy Andreę de Cesarisa, który posiadał wsparcie finansowe od Marlboro, jednakże włoski kierowca został ostatecznie zawodnikiem zespołu Jordan. Coloni w charakterze kierowcy zatrudnił więc debiutanta, Pedro Chavesa, który wygrał mistrzostwa Brytyjskiej Formuły 3000. Samochód był przestarzały, powolny i trudny w prowadzeniu, wskutek czego Chaves ani razu nie zdołał się prekwalifikować. W domowym Grand Prix Chavesa, Grand Prix Portugalii, zespół Coloni miał tylko jeden silnik, który eksplodował przed sesją prekwalifikacyjną, więc Chaves w ogóle nie wziął w niej udziału. Ostatecznie Portugalczyk opuścił zespół. Na ostatnie dwa wyścigi kierowcą zespołu został Japończyk Naoki Hattori, który osiągał przyzwoite wyniki w niższych seriach, ale nie miał doświadczenia w Formule 1. Rezultaty zespołu nie poprawiły się.
Po sezonie Coloni sprzedał zespół Andrei Sassettiemu, który przemianował go na Andrea Moda Formula i wziął udział w sezonie 1992.

## Formuła 3, Formuła 3000, GP2 (1992–obecnie)
W 1991 Coloni wróciło do włoskiej Formuły 3. W latach 1991–1993 dla zespołu jeździł Paolo Coloni, a w 1993 roku zajął drugie miejsce w zawodach Masters of Formula 3. Mimo że Paolo Coloni opuścił Włoską Formułę 3 po 1993 roku, zespół Coloni ścigał się w niej do końca sezonu 1996, kiedy to kierowcami byli Esteban Tuero i Dino Morelli.
Coloni Motorsport przeszło do Formuły 3000 w roku 1997. Przełom nastąpił w sezonie 2002, kiedy dla zespołu jeździli Giorgio Pantano i Enrico Toccacelo. Pantano zakończył tamten sezon na drugim, a Toccacelo na dziewiątym miejscu, a kierowcy ci odnieśli w sumie cztery zwycięstwa. W sezonie 2003 dla zespołu jeździli Ricardo Sperafico i Zsolt Baumgartner. Sperafico zajął w sezonie drugie miejsce, a Baumgartner zadebiutował w Formule 1, podczas domowego Grand Prix Węgier.

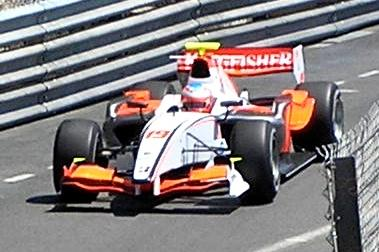
Adam Carroll podczas zawodów w Monako w sezonie 2008 Serii GP2

Zespół kontynuował ściganie się w Formule 3000, przemianowanej w 2005 roku na GP2 Series. Pod koniec 2005 roku kierowca Formuły 1 Giancarlo Fisichella połączył siły z Coloni. Ponadto przemianowano nazwę zespołu na Fisichella Motor Sport International (FMSI), Podobna umowa miała miejsce we Włoskiej Formule 3000 w 2005 roku, kiedy to kierowca FMSI, Luca Filippi, wywalczył tytuł mistrzowski. Filippi wystartował w zespole FMSI w sezonie 2006 wraz z Jasonem Tahincioglu (posiadającym wsparcie Petrol Ofisi), ale po trzech wyścigach został zastąpiony przez Giorgio Pantano. Na sezon 2007 zespołowym partnerem Tahincioglu został Antônio Pizzonia, którego zastąpił następnie Adam Carroll. Na sezon 2008 zespół ścigał się w kolorach zespołu Fisichelli w Formule 1 – Force India. Pierwszym samochodem cały sezon jeździł Roldán Rodríguez, a drugim – Adrián Vallés, Adam Carroll i Marko Asmer. Początkowo kontrakt z zespołem podpisał Andy Soucek, ale został zastąpiony przez Rodrígueza krótko przed rozpoczęciem sezonu. Soucek oddał sprawę do sądu. Na sezon 2009 do zespołu dołączyli Andreas Zuber i Luiz Razia. Po szóstej rundzie sezonu Coloni wykupił zespół od Fisichelli, podpisał też nową umowę sponsorską z PartyPokerRacing.com; umowa dotyczy także ich zespołu w Formule BMW Europe. W rundzie w Belgii samochody Coloni zostały skonfiskowane, co wynikało z nakazu sądu w sprawie sporu Soucek-Coloni, jednakże zostały one później zwrócone. W sezonie 2010 kierowcami zespołu byli Alberto Valerio oraz Władimir Arabadżiew. Zapewnili oni zespołowi 10. miejsce w klasyfikacji zespołów. W sezonie 2011 zespół poprawił się o trzy oczka głównie dzięki bardzo dobrym startom Luca Filippi, który zdołał nawet zdobyć tytuł wicemistrza serii. Stefano Coletti i Fabio Onidi zostali ogłoszeni kierowcami ekipy na sezon 2012. Jednak znów jedyne zwycięstwo dla zespołu zdobył Luca Filippi, który zastąpił Colettiego na dwie rundy przed końcem już ostatniego sezonu w historii startów zespołu Coloni w GP2. Już bowiem w trakcie sezonu zespół ogłosił, że pragnie opuścić serię wraz z końcem sezonu, z czym było związane wykluczenie zespołu z punktacji.

## Wyniki
| Legenda oznaczeń w tabelach wyników Wyświetl szablon na nowej stronie | Legenda oznaczeń w tabelach wyników Wyświetl szablon na nowej stronie                                                                     |
| Oznaczenie                                                            | Wyjaśnienie |
| --------------------------------------------------------------------- | --- |
| Złoty                                                                 | Zwycięzca lub mistrzostwo |
| Srebrny                                                               | 2. miejsce lub wicemistrzostwo |
| Brązowy                                                               | 3. miejsce lub II wicemistrzostwo |
| Zielony                                                               | Ukończył, punktował (w klasyfikacji generalnej, gdy zdobył co najmniej jeden punkt na przestrzeni sezonu, poza trzema powyższymi opcjami) |
| Niebieski                                                             | Ukończył, nie punktował (w klasyfikacji generalnej, gdy nie zdobył co najmniej jednego punktu na przestrzeni sezonu)                      |
| Czerwony                                                              | Nie zakwalifikował się (NZ) |
| Czerwony                                                              | Nie prekwalifikował się (NPK) |
| Różowy                                                                | Nie ukończył (NU) |
| Różowy                                                                | Niesklasyfikowany (NS) (w klasyfikacji generalnej, gdy nie został sklasyfikowany w żadnym wyścigu sezonu)                                 |
| Czarny                                                                | Zdyskwalifikowany (DK) |
| Czarny                                                                | Wykluczony (WYK/EX) |
| Biały                                                                 | Nie wystartował (NW) |
| Biały                                                                 | Kontuzjowany (K/INJ) |
| Biały                                                                 | Wyścig odwołany (OD/C) |
| Bez koloru                                                            | Został wycofany (WYC/WD) |
| Bez koloru                                                            | Nie przybył (NP/DNA) |
| Bez koloru                                                            | Nie brał udziału w treningach (NT/DNP) |
| Bez koloru                                                            | Nie został zgłoszony (–) |
| Pogrubienie                                                           | Start z pole position |
| Kursywa                                                               | Najszybsze okrążenie wyścigu |
| †                                                                     | Nie ukończył, ale jego rezultat został zaliczony ze względu na przejechanie więcej niż 90% dystansu wyścigu.                              |
| *                                                                     | Sezon w trakcie |
| 1/2/3                                                                 | Punktowana pozycja w sprincie kwalifikacyjnym                                                                                             |
| Lista systemów punktacji Formuły 1                                    | |

### Formuła 1
| Sezon | Samochód                | Silnik      | Opony | Kierowcy              | 1   | 2   | 3   | 4   | 5   | 6   | 7   | 8   | 9   | 10  | 11  | 12  | 13  | 14  | 15  | 16  | Pkt. | Msc. |
| ----- | ----------------------- | ----------- | ----- | --------------------- | --- | --- | --- | --- | --- | --- | --- | --- | --- | --- | --- | --- | --- | --- | --- | --- | ---- | ---- |
| 1987  | Coloni FC187            | Ford        | G     |                       | BRA | SMR | BEL | MCO | DET | FRA | GBR | DEU | HUN | AUT | ITA | POR | ESP | MEX | JPN | AUS | 0    | –    |
| 1987  | Coloni FC187            | Ford        | G     | Nicola Larini         |     |     |     |     |     |     |     |     |     |     | NZ  |     | NU  |     |     |     | 0    | –    |
| 1988  | Coloni FC188 B          | Ford        | G     |                       | BRA | SMR | MCO | MEX | CAN | DET | FRA | GBR | DEU | HUN | AUT | ITA | POR | ESP | JPN | AUS | 0    | –    |
| 1988  | Coloni FC188 B          | Ford        | G     | Gabriele Tarquini     | NU  | NU  | NU  | 14  | 8   | NPK | NPK | NPK | NPK | 13  | NU  | NZ  | 11  | NPK | NPK | NZ  | 0    | –    |
| 1989  | Coloni FC188B Coloni C3 | Ford        | P     |                       | BRA | SMR | MCO | MEX | USA | CAN | FRA | GBR | DEU | HUN | AUT | ITA | POR | ESP | JPN | AUS | 0    | –    |
| 1989  | Coloni FC188B Coloni C3 | Ford        | P     | Roberto Moreno        | NZ  | NZ  | NU  | NZ  | NZ  | NU  | NZ  | NU  | NPK | NPK | NPK | DK  | NU  | NPK | NPK | NPK | 0    | –    |
| 1989  | Coloni FC188B Coloni C3 | Ford        | P     | Pierre-Henri Raphanel | NPK | NPK | NU  | NPK | NPK | NPK | NPK | NPK | NPK | NPK |     |     |     |     |     |     | 0    | –    |
| 1989  | Coloni FC188B Coloni C3 | Ford        | P     | Enrico Bertaggia      |     |     |     |     |     |     |     |     |     |     | NPK | NPK | NPK | NPK | NPK | NPK | 0    | –    |
| 1990  | Coloni C3B Coloni C3C   | Subaru Ford | G     |                       | USA | BRA | SMR | MCO | CND | MEX | FRA | GBR | DEU | HUN | BEL | ITA | POR | ESP | JPN | AUS | 0    | –    |
| 1990  | Coloni C3B Coloni C3C   | Subaru Ford | G     | Bertrand Gachot       | NPK | NPK | NPK | NPK | NPK | NPK | NPK | NPK | NPK | NPK | NZ  | NZ  | NZ  | NZ  | NZ  | NZ  | 0    | –    |
| 1991  | Coloni C4               | Ford        | G     |                       | USA | BRA | SMR | MCO | CND | MEX | FRA | GBR | DEU | HUN | BEL | ITA | POR | ESP | JPN | AUS | 0    | –    |
| 1991  | Coloni C4               | Ford        | G     | Pedro Chaves          | NPK | NPK | NPK | NPK | NPK | NPK | NPK | NPK | NPK | NPK | NPK | NPK | NPK |     |     |     | 0    | –    |
| 1991  | Coloni C4               | Ford        | G     | Naoki Hattori         |     |     |     |     |     |     |     |     |     |     |     |     |     |     | NPK | NPK | 0    | –    |

### Formuła 3000
| Sezon | Samochód    | Silnik     | Opony | Kierowcy             | 1   | 2   | 3   | 4   | 5   | 6   | 7   | 8   | 9   | 10  | 11  | 12  | Pkt.  | Msc.  |
| ----- | ----------- | ---------- | ----- | -------------------- | --- | --- | --- | --- | --- | --- | --- | --- | --- | --- | --- | --- | ----- | ----- |
| 1986  | March 85B   | Ford       | G     |                      | GBR | ROM | PAU | BEL | ANG | MUG | MED | AUT | BIR | LEM | ESP |     | [ 4 ] | [ 4 ] |
| 1986  | March 85B   | Ford       | G     | Gabriele Tarquini    |     | 13  | NU  | 8   | 4   | NU  | NU  | 3   | 13  | NU  | 13  |     | [ 4 ] | [ 4 ] |
| 1986  | March 85B   | Ford       | G     | Franco Forini        |     | NZ  |     |     |     |     |     |     |     |     |     |     | [ 4 ] | [ 4 ] |
| 1986  | March 85B   | Ford       | G     | Guido Daccò          |     |     |     | NZ  | 14  | NZ  |     |     |     |     |     |     | [ 4 ] | [ 4 ] |
| 1986  | March 85B   | Ford       | G     | Nicola Larini        |     |     |     |     |     |     | NU  |     |     |     |     |     | [ 4 ] | [ 4 ] |
| 1986  | March 85B   | Ford       | G     | Alessandro Santin    |     |     |     |     |     |     |     | 17  | 12  |     |     |     | [ 4 ] | [ 4 ] |
| 1986  | March 85B   | Ford       | G     | Nicola Tesini        |     |     |     |     |     |     |     |     |     | NZ  | NZ  |     | [ 4 ] | [ 4 ] |
| 1997  | Lola T96/50 | Zytek Judd | A     |                      | GBR | PAU | FIN | NUR | PER | HOC | AUT | BEL | MUG | ESP |     |     | [ 4 ] | [ 4 ] |
| 1997  | Lola T96/50 | Zytek Judd | A     | Markus Friesacher    | NZ  | NZ  | NZ  | NZ  | 17  | NZ  | NZ  | NU  | 19  | NZ  |     |     | [ 4 ] | [ 4 ] |
| 1997  | Lola T96/50 | Zytek Judd | A     | Emiliano Spataro     | NZ  | NZ  | NZ  | 11  | 13  | 16  | 12  | NU  | NU  |     |     |     | [ 4 ] | [ 4 ] |
| 1997  | Lola T96/50 | Zytek Judd | A     | Oliver Tichy         |     |     |     |     |     |     |     |     |     | 2   |     |     | [ 4 ] | [ 4 ] |
| 1998  | Lola T96/50 | Zytek Judd | A     |                      | OSC | IMO | ESP | GBR | MON | PAU | AUT | HOC | HUN | BEL | PER | NUR | [ 4 ] | [ 4 ] |
| 1998  | Lola T96/50 | Zytek Judd | A     | Giorgio Vinella      | NZ  | NU  | 25  | 22  | NZ  | NZ  | NU  |     | 21  | NZ  | 15  | 22  | [ 4 ] | [ 4 ] |
| 1998  | Lola T96/50 | Zytek Judd | A     | Thomas Biagi         | 4   | 10  |     |     |     |     |     |     |     |     |     |     | [ 4 ] | [ 4 ] |
| 1998  | Lola T96/50 | Zytek Judd | A     | Rui Águas            |     |     | 17  | 17  | 7   | NU  |     | NU  |     |     |     |     | [ 4 ] | [ 4 ] |
| 1998  | Lola T96/50 | Zytek Judd | A     | Oliver Tichy         |     |     |     |     |     |     | 22  | 9   | 9   | 18  | NU  | NU  | [ 4 ] | [ 4 ] |
| 1999  | Lola B99/50 | Zytek      | A     |                      | SMR | MON | ESP | FRA | GBR | AUT | DEU | HUN | BEL | EUR |     |     | [ 4 ] | [ 4 ] |
| 1999  | Lola B99/50 | Zytek      | A     | Polo Villaamil       | NZ  | NZ  | NZ  | NZ  | NZ  | 9   | NZ  | NU  | NZ  | NZ  |     |     | [ 4 ] | [ 4 ] |
| 1999  | Lola B99/50 | Zytek      | A     | Norman Simon         | NU  | NZ  | 18  | NZ  | 22  | 10  | NZ  |     |     |     |     |     | [ 4 ] | [ 4 ] |
| 1999  | Lola B99/50 | Zytek      | A     | Marcelo Battistuzzi  |     |     |     |     |     |     |     | 13  |     |     |     |     | [ 4 ] | [ 4 ] |
| 1999  | Lola B99/50 | Zytek      | A     | Dino Morelli         |     |     |     |     |     |     |     |     | 10  | NZ  |     |     | [ 4 ] | [ 4 ] |
| 2000  | Lola B99/50 | Zytek      | A     |                      | SMR | GBR | ESP | EUR | MON | FRA | AUT | DEU | HUN | BEL |     |     | [ 4 ] | [ 4 ] |
| 2000  | Lola B99/50 | Zytek      | A     | Soheil Ayari         | 14  | 6   | NU  | NU  | NU  | 22  | NU  |     |     |     |     |     | [ 4 ] | [ 4 ] |
| 2000  | Lola B99/50 | Zytek      | A     | Fabrice Walfisch     |     |     |     |     |     |     |     |     | 10  | NZ  |     |     | [ 4 ] | [ 4 ] |
| 2000  | Lola B99/50 | Zytek      | A     | Fabrizio Gollin      | 6   | NZ  | 17  | 2   | 10  | 14  | NZ  | NU  | 18  | NU  |     |     | [ 4 ] | [ 4 ] |
| 2001  | Lola B99/50 | Zytek      | A     |                      | BRA | SMR | ESP | AUT | MON | EUR | FRA | GBR | DEU | HUN | BEL | ITA | [ 4 ] | [ 4 ] |
| 2001  | Lola B99/50 | Zytek      | A     | Fabrizio Gollin      | 6   | 8   | 17  | NU  | 8   | 20  | 12  | 10  | NU  | NU  | 12  | 10  | [ 4 ] | [ 4 ] |
| 2001  | Lola B99/50 | Zytek      | A     | Rodrigo Sperafico    | 13  | 7   | 22  | 8   | 9   | 12  | 15  | 14  | 8   |     |     |     | [ 4 ] | [ 4 ] |
| 2001  | Lola B99/50 | Zytek      | A     | Marc Goossens        |     |     |     |     |     |     |     |     |     | NU  | 5   | 7   | [ 4 ] | [ 4 ] |
| 2002  | Lola B02/50 | Zytek Judd | A     |                      | BRA | SMR | ESP | AUT | MON | EUR | GBR | FRA | DEU | HUN | BEL | ITA | [ 4 ] | [ 4 ] |
| 2002  | Lola B02/50 | Zytek Judd | A     | Enrico Toccacelo     | 6   | 12  | 6   | 6   | NU  | NU  | 8   | 6   | NU  | 1   | NU  | NU  | [ 4 ] | [ 4 ] |
| 2002  | Lola B02/50 | Zytek Judd | A     | Giorgio Pantano      | 8   | 3   | 1   | 4   | NU  | NU  | 4   | 3   | 1   | 2   | 1   | 3   | [ 4 ] | [ 4 ] |
| 2003  | Lola B02/50 | Zytek Judd | A     |                      | SMR | ESP | AUT | MON | EUR | FRA | GBR | DEU | HUN | ITA |     |     | [ 4 ] | [ 4 ] |
| 2003  | Lola B02/50 | Zytek Judd | A     | Zsolt Baumgartner    | 10  | 7   | 10  | 5   | 11  | 9   | 11  | 9   | NW  |     |     |     | [ 4 ] | [ 4 ] |
| 2003  | Lola B02/50 | Zytek Judd | A     | Christian Montanari  |     |     |     |     |     |     |     |     |     | 9   |     |     | [ 4 ] | [ 4 ] |
| 2003  | Lola B02/50 | Zytek Judd | A     | Ricardo Sperafico    | 3   | NU  | 1   | DK  | 14  | 3   | 4   | 1   | NU  | 3   |     |     | [ 4 ] | [ 4 ] |
| 2004  | Lola B02/50 | Zytek Judd | A     |                      | SMR | ESP | MON | EUR | FRA | GBR | DEU | HUN | BEL | ITA |     |     | 33 30 | 5 6   |
| 2004  | Lola B02/50 | Zytek Judd | A     | José María López     | NU  | 6   | 3   | 5   | NU  | 4   | 6   | 8   | 3   | NU  |     |     | 33 30 | 5 6   |
| 2004  | Lola B02/50 | Zytek Judd | A     | Mathias Lauda        | 12  | 7   | NU  | 10  | NU  | 13  | NU  | NU  | 14  | 6   |     |     | 33 30 | 5 6   |
| 2004  | Lola B02/50 | Zytek Judd | A     | Jeffrey van Hooydonk | 6   | NU  | 7   | 8   |     |     |     |     |     |     |     |     | 33 30 | 5 6   |
| 2004  | Lola B02/50 | Zytek Judd | A     | Patrick Friesacher   |     |     |     |     | 3   | 5   | NW  | 1   | 5   | NU  |     |     | 33 30 | 5 6   |
| 2004  | Lola B02/50 | Zytek Judd | A     | Can Artam            | NU  | 10  | NU  | 13  | NU  |     | 10  |     |     |     |     |     | 33 30 | 5 6   |
| 2004  | Lola B02/50 | Zytek Judd | A     | Chanoch Nissany      |     |     |     |     |     |     | NU  | NU  | 12  |     |     |     | 33 30 | 5 6   |

### Statystyki w F1 i F3000
| Rok | Seria        | Zespół                            | Konstruktor | Zgłoszenia | GP    | PKT   | P.   | P1  | P2  | P3  | Punkt. | PP | NO  | NS | DK | NZ |
| --- | ------------ | --------------------------------- | ----------- | ---------- | ----- | ----- | ---- | --- | --- | --- | ------ | -- | --- | -- | -- | -- |
| 1986 | Formuła 3000 | Coloni Racing                     | March       | 10         | 19    | -     | -    | -   | -   | 1   | 2      | -  | -   | 4  | -  | -  |
| 1987 | Formuła 1    | Enzo Coloni Racing Car System     | Coloni      | 2          | 2     | -     | NS   | -   | -   | -   | -      | -  | -   | 1  | -  | 1  |
| 1988 | Formuła 1    | Coloni SpA                        | Coloni      | 16         | 16    | -     | NS   | -   | -   | -   | -      | -  | -   | 3  | -  | 8  |
| 1989 | Formuła 1    | Coloni SpA                        | Coloni      | 16         | 32    | -     | NS   | -   | -   | -   | -      | -  | -   | 5  | 1  | 27 |
| 1990 | Formuła 1    | Coloni Racing Srl                 | Coloni      | 16         | 16    | -     | NS   | -   | -   | -   | -      | -  | -   | -  | -  | 16 |
| 1991 | Formuła 1    | Coloni Racing Srl                 | Coloni      | 15         | 15    | -     | NS   | -   | -   | -   | -      | -  | -   | -  | -  | 15 |
| 1997 | Formuła 3000 | Coloni Motorsport                 | Lola        | 10         | 20    | -     | -    | -   | -   | 1   | 1      | -  | -   | 3  | -  | 10 |
| 1998 | Formuła 3000 | Coloni Motorsport                 | Lola        | 12         | 24    | -     | -    | -   | -   | -   | 1      | -  | -   | 6  | -  | 3  |
| 1999 | Formuła 3000 | Coloni Motorsport                 | Lola        | 10         | 20    | -     | -    | -   | -   | -   | 1      | -  | -   | 2  | -  | 12 |
| 2000 | Formuła 3000 | Coloni F3000                      | Lola        | 10         | 20    | -     | -    | -   | -   | -   | 2      | -  | -   | 5  | -  | 2  |
| 2001 | Formuła 3000 | Coloni F3000                      | Lola        | 12         | 24    | -     | -    | -   | 1   | -   | 3      | -  | -   | 4  | -  | -  |
| 2002 | Formuła 3000 | Coloni F3000                      | Lola        | 12         | 24    | -     | -    | 4   | 1   | 2   | 14     | 1  | 2   | 7  | -  | -  |
| 2003 | Formuła 3000 | Coloni Motorsport                 | Lola        | 10         | 20    |       |      |     | 2   | -   | 3      | 8  | -   | 2  | 2  | -  |
| 2004 | Formuła 3000 | CMS Performance Coloni Motorsport | Lola        | 10         | 20 19 | 33 30 | 4 5  | – 1 | – - | 2 1 | 9 7    | -  | 2 - | 7  | -  | -  |
| Razem | 2            | 1                                 | 3           | 193        | 291   | 66    | 1 x4 | 6   | 3   | 7   | 31     | 1  | 4   | 42 | 1  | 94 |
| Rok | Seria        | Zespół                            | Konstruktor | Zgłoszenia | GP    | PKT   | P.   | P1  | P2  | P3  | Punkt. | PP | NO  | NS | DK | NZ |
| Zgłoszenia - starty wszystkich samochodów; GP - zaliczone wyścigi; P. - pozycja końcowa; P1, P2, P3 - pozycje na podium; Punkt. - punktował; PP - pole position; NO - najszybsze okrążenia; NS - nie sklasyfikowany; DK - dyskwalifikacje; NZ - nie zakwalifikował się |              |                                   |             |            |       |       |      |     |     |     |        |    |     |    |    |    |

### Seria GP2
| Rok  | Zespół                               | Bolid              | Kierowcy              | Wyścigi | Wygrane | PP | NO | Pkt | M.K. | M.Z. |
| ---- | ------------------------------------ | ------------------ | --------------------- | ------- | ------- | -- | -- | --- | ---- | ---- |
| 2005 | Coloni Motorsport                    | Dallara-Mecachrome | Mathias Lauda         | 23      | 0       | 0  | 0  | 3   | 21   | 9    |
| 2005 | Coloni Motorsport                    | Dallara-Mecachrome | Gianmaria Bruni       | 17      | 1       | 0  | 0  | 35  | 10   | 9    |
| 2005 | Coloni Motorsport                    | Dallara-Mecachrome | Toni Vilander         | 4       | 0       | 0  | 0  | 25  | 9    | 9    |
| 2005 | Coloni Motorsport                    | Dallara-Mecachrome | Ferdinando Monfardini | 2       | 0       | 0  | 0  | 5   | 17   | 9    |
| 2006 | Petrol Ofisi FMS International       | Dallara-Mecachrome | Luca Filippi          | 18      | 0       | 0  | 0  | 7   | 19   | 5    |
| 2006 | Petrol Ofisi FMS International       | Dallara-Mecachrome | Giorgio Pantano       | 15      | 3       | 0  | 0  | 44  | 5    | 5    |
| 2006 | Petrol Ofisi FMS International       | Dallara-Mecachrome | Jason Tahincioglu     | 21      | 0       | 0  | 0  | 0   | 30   | 5    |
| 2007 | Fisichella Motor Sport               | Dallara-Mecachrome | Antônio Pizzonia      | 5       | 0       | 0  | 0  | 1   | 27   | 9    |
| 2007 | Fisichella Motor Sport               | Dallara-Mecachrome | Adam Carroll          | 16      | 2       | 0  | 1  | 36  | 7    | 9    |
| 2007 | Fisichella Motor Sport               | Dallara-Mecachrome | Jason Tahincioglu     | 20      | 0       | 0  | 0  | 0   | 33   | 9    |
| 2008 | Fisichella Motor Sport International | Dallara-Mecachrome | Roldan Rodriguez      | 20      | 0       | 0  | 0  | 14  | 13   | 10   |
| 2008 | Fisichella Motor Sport International | Dallara-Mecachrome | Adrián Vallés         | 18      | 0       | 0  | 0  | 5   | 21   | 10   |
| 2008 | Fisichella Motor Sport International | Dallara-Mecachrome | Adam Carroll          | 4       | 0       | 0  | 0  | 1   | 25   | 10   |
| 2008 | Fisichella Motor Sport International | Dallara-Mecachrome | Marko Asmer           | 13      | 0       | 0  | 0  | 0   | 28   | 10   |
| 2009 | PPR.com Scuderia Coloni              | Dallara-Mecachrome | Andreas Zuber         | 18      | 0       | 0  | 0  | 21  | 13   | 10   |
| 2009 | PPR.com Scuderia Coloni              | Dallara-Mecachrome | Luiz Razia            | 18      | 1       | 0  | 1  | 8   | 19   | 10   |
| 2010 | Scuderia Coloni                      | Dallara-Mecachrome | Alberto Valerio       | 14      | 0       | 0  | 0  | 4   | 22   | 10   |
| 2010 | Scuderia Coloni                      | Dallara-Mecachrome | Álvaro Parente        | 4       | 0       | 0  | 1  | 13  | 15   | 10   |
| 2010 | Scuderia Coloni                      | Dallara-Mecachrome | James Jakes           | 2       | 0       | 0  | 0  | 0   | 31   | 10   |
| 2010 | Scuderia Coloni                      | Dallara-Mecachrome | Władimir Arabadżiew   | 16      | 0       | 0  | 0  | 0   | 29   | 10   |
| 2010 | Scuderia Coloni                      | Dallara-Mecachrome | Brendon Hartley       | 4       | 0       | 0  | 0  | 1   | 27   | 10   |
| 2011 | Scuderia Coloni                      | Dallara-Mecachrome | Michael Herck         | 18      | 0       | 0  | 0  | 1   | 21   | 7    |
| 2011 | Scuderia Coloni                      | Dallara-Mecachrome | Davide Rigon          | 2       | 0       | 0  | 0  | 0   | 29   | 7    |
| 2011 | Scuderia Coloni                      | Dallara-Mecachrome | Kevin Ceccon          | 8       | 0       | 0  | 0  | 0   | 30   | 7    |
| 2011 | Scuderia Coloni                      | Dallara-Mecachrome | Luca Filippi          | 8       | 3       | 0  | 5  | 54  | 2    | 7    |
| 2012 | Scuderia Coloni                      | Dallara-Mecachrome | Stefano Coletti       | 20      | 0       | 0  | 1  | 28  | 13   | EX   |
| 2012 | Scuderia Coloni                      | Dallara-Mecachrome | Luca Filippi          | 4       | 1       | 1  | 0  | 29  | 15   | EX   |
| 2012 | Scuderia Coloni                      | Dallara-Mecachrome | Fabio Onidi           | 24      | 0       | 0  | 0  | 13  | 20   | EX   |

### Azjatycka Seria GP2
| Rok       | Bolid                                | Zespół             | Kierowcy            | Wyścigi | Wygrane | PP | NO | Pkt | M.K. | M.Z. |
| --------- | ------------------------------------ | ------------------ | ------------------- | ------- | ------- | -- | -- | --- | ---- | ---- |
| 2008      | Fisichella Motor Sport International | Dallara-Mecachrome | Adrián Vallés       | 10      | 0       | 0  | 0  | 19  | 7    | 7    |
| 2008      | Fisichella Motor Sport International | Dallara-Mecachrome | Michael Herck       | 8       | 0       | 0  | 0  | 0   | 23   | 7    |
| 2008      | Fisichella Motor Sport International | Dallara-Mecachrome | Roldán Rodríguez    | 2       | 0       | 0  | 0  | 0   | 29   | 7    |
| 2008/2009 | Fisichella Motor Sport International | Dallara-Mecachrome | Andreas Zuber       | 3       | 0       | 0  | 0  | 0   | NS   | 12   |
| 2008/2009 | Fisichella Motor Sport International | Dallara-Mecachrome | Rodolfo González    | 8       | 2       | 0  | 0  | 0   | 23   | 12   |
| 2008/2009 | Fisichella Motor Sport International | Dallara-Mecachrome | Kevin Nai Chia Chen | 11      | 0       | 0  | 0  | 0   | 36   | 12   |
| 2009/2010 | Scuderia Coloni                      | Dallara-Mecachrome | Roldán Rodríguez    | 2       | 0       | 0  | 0  | 0   | 23   | 8    |
| 2009/2010 | Scuderia Coloni                      | Dallara-Mecachrome | Alberto Valerio     | 2       | 0       | 0  | 0  | 0   | 32   | 8    |
| 2009/2010 | Scuderia Coloni                      | Dallara-Mecachrome | Álvaro Parente      | 4       | 0       | 0  | 0  | 12  | 8    | 8    |
| 2009/2010 | Scuderia Coloni                      | Dallara-Mecachrome | Will Bratt          | 8       | 0       | 0  | 0  | 0   | 25   | 8    |
| 2011      | Scuderia Coloni                      | Dallara-Mecachrome | Michael Herck       | 4       | 0       | 0  | 0  | 9   | 8    | 8    |
| 2011      | Scuderia Coloni                      | Dallara-Mecachrome | James Jakes         | 2       | 0       | 0  | 0  | 0   | 24   | 8    |
| 2011      | Scuderia Coloni                      | Dallara-Mecachrome | Luca Filippi        | 2       | 0       | 0  | 0  | 0   | 20   | 8    |